# Idioma yeniche
El idioma yeniche (en francés yeniche, en alemán Jenisch) es una variante del alemán, hablada por el pueblo yeniche, formado por nómadas que recorren principalmente Alemania, Austria, Suiza y partes de Francia.

## Componentes
El yeniche está documentado desde el siglo XVIII. Es un argot, más que una lengua; en este sentido, consiste en un número significante de palabras únicas especializadas, pero que no cuentan con gramática propia o su propio vocabulario básico. Los hablantes del yeniche generalmente hablan en su dialecto local alemán enriquecido con vocabulario yeniche. 
El vocabulario yeniche contiene muchas palabras de origen romaní e ídish (y a través de esta ruta del hebreo); también tiene muchas metáforas inusuales y metonomías que sustituyen palabras del alemán estándar. La relación entre el yeniche y el alemán estándar es comparable a la relación entre el cockney o polari al inglés. Muchas palabras originales de yeniche se han convertido en parte del alemán estándar.
Los yeniches fueron originalmente viajeros, personas con profesiones fuera de la corriente principal de la sociedad, que los obligaba a mudarse de ciudad en ciudad, tales como comediantes y vendedores de puerta en puerta. Al día de hoy, la jerga yeniche es solamente usada en localidades aisladas; por ejemplo, en ciertos distritos pobres de las ciudades tales como Berlín, Münster, Luxemburgo y algunas pocas villas.
Las variantes individuales de la lengua yeniche pueden ser absolutamente distintas, y tienen nombres de ellos mismos, tales como Masematte, Lepper Talp, Heenese Vlek, etc.